# توماس كريغهيد
توماس كريغهيد هو محامي وسياسي أمريكي، ولد في 1798، وتوفي في 1862. انتخب عضو مجلس ولاية أركنساس ‏.